# Ротерешть (Вилча)
Ротерешть, Ротерешті (рум. Rotărăști) — село у повіті Вилча в Румунії. Адміністративний центр комуни Ніколає-Белческу.
Село розташоване на відстані 144 км на північний захід від Бухареста, 13 км на південний схід від Римніку-Вилчі, 89 км на північний схід від Крайови, 117 км на південний захід від Брашова.

## Населення
За даними перепису населення 2002 року у селі проживали 311 осіб, усі — румуни. Усі жителі села рідною мовою назвали румунську.